# Lester Carney
Lester Nelson Carney, detto Les (Bellaire, 31 marzo 1934), è un ex velocista statunitense, vincitore della medaglia d'argento dei 200 metri piani ai Giochi olimpici di Roma 1960.